# Zhor Fergani
Pour les articles homonymes, voir Fergani.
Zhor Fergani, de son vrai nom Fatima Zohra Reggani (en arabe : زهور الفرقاني), est une chanteuse algérienne, née en 1915 à Constantine et morte en 1982. Elle est l'une des figures féminines de la musique arabo-andalouse algérienne.

## Biographie
Fatima-Zohra Reggani est née le 16 février 1915 à Constantine, dans une famille d'artistes, sa mère, Akila Stambouli, mélomane, lui donne une éducation musicale, et son père, Hamou Fergani, maître du malouf, l'initie au hawzi. 
En 1945, elle commence sa carrière en animant des fêtes familiales. Elle constitue de nombreux ensembles féminins, dont le groupe des Benoutate (« jeunes filles »), au début des années 1950. Une version rajeunie des fkirettes, avec bendir uniquement. L'ensemble qui dura le plus, est celui constitué de ses proches : sa mère, sa tante et ses sœurs. Elle a dirigé les deux types de formation féminine du Constantinois. Avec les banoutat elle tenait le violon alto et avec les fkirettes un instrument de percussion. Lorsqu'elle se produisait en gala, elle se faisait accompagner par un orchestre masculin. 
Elle a interprété tous les aspects du chant citadin de l'Est algérien notamment le medeh, le hawzi, le mahjouz et le zadjal. Elle est surnommée « la Diva du malouf ». Au lendemain de l'indépendance, elle se produisait souvent dans les centres des enfants de martyrs. Elle était sollicitée partout dans le pays. Lorsqu'elle était invitée pour une soirée à Mostaganem, elle finit par y rester sept jours.
En 1972, elle a enregistré auprès de la maison d'édition Pathé Marconi, six microsillons de 45 tours, dans lesquels on retrouve : Sidi Abderrahmane, Sidi M’hammed, Sidi Rached, Lella Mennoubia, Lella Laârouça, Ya Rahhala, Khellouni, Kelma wa twila et Ya Ziyyar. Elle a fait aussi de nombreux enregistrements à la télévision, en plus des transmissions en direct.
Elle est morte le 5 août 1982, tenant dans ses bras son violon. Elle est la sœur de Mohamed Tahar Fergani , maître du malouf, et la tante de Salim Fergani, également chanteur du malouf. Sa sœur Zoulikha a aussi dirigé un orchestre de Banoutate. Depuis la fin des années 1990, sa nièce, Fella, assure la relève.

## Postérité

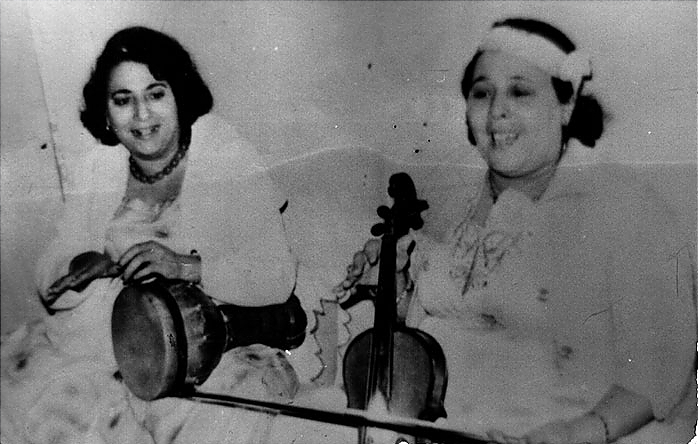
Zhor Fergani au violon.

Le Musée national Cirta de Constantine lui a consacré un espace pour lui rendre hommage, par une exposition, intitulée « Hadja Zhor Fergani, le centenaire d'une diva ». Divers objets personnels sont exposés : ses bijoux, ses habits traditionnels, ses disques et les articles de presse qui lui ont été consacrés, ainsi que ses souvenirs familiaux, ses concerts animés un peu partout en Algérie et ses fêtes avec la troupe des Banoutate.
En outre, un film documentaire Z'hor Fergani, la voix du Rocher, lui a été consacré à l'occasion du centenaire de chanteuse.